# Kosti Katajamäki
Kosti Katajamäki (ur. 26 lutego 1977 w Alajärvi) – fiński kierowca rajdowy. W swojej karierze wywalczył mistrzostwo Finlandii w grupie N i grupie A.
Swój debiut rajdowy Katajamäki zaliczył w 1997 roku. W 1998 roku zadebiutował w Rajdowych Mistrzostwach Świata. Pilotowany przez Lassego Hirvijärviego i jadący Volkswagen Polo GTI zajął wówczas 53. miejsce w Rajdzie Finlandii. W latach 2002–2005 startował w serii Junior World Rally Championship samochodami Volkswagen Polo S1600 (2002-2003) i Suzuki Ignis S1600 (2004-2005). W 2004 roku zajął 4., a w 2005 roku 5. miejsce w JWRC. W 2006 roku startował Fordem Focusem WRC w barwach teamu Stobart M-Sport Ford Rally Team. W Rajdzie Szwecji zajął 6. pozycję, a w Rajdzie Turcji - 5. pozycję. Zdobył łącznie 7 punktów do klasyfikacji generalnej MŚ. Od 2007 roku nie startuje w Mistrzostwach Świata.

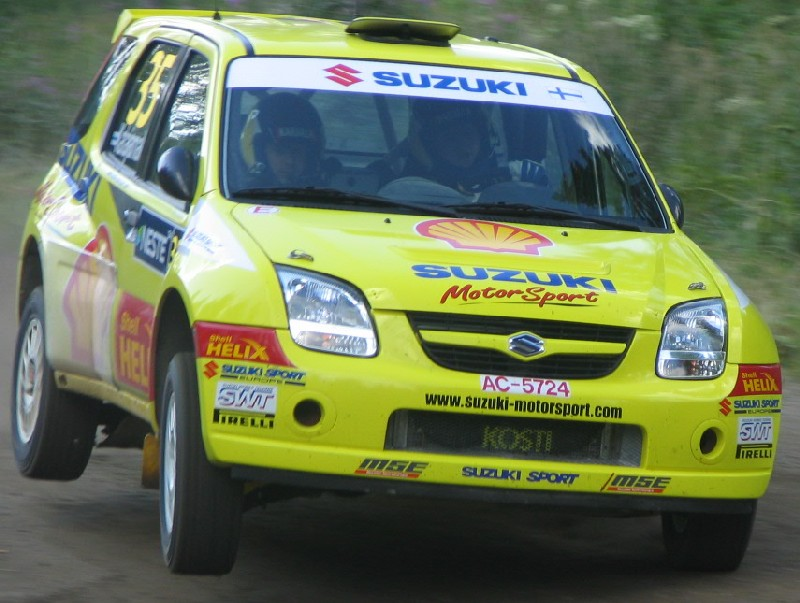
Podczas Rajdu Finlandii w 2004 roku

W 2001 roku Katajamäki osiągnął pierwszy sukces na rodzimych trasach, w Finlandii. Jadąc Oplem Astrą GSI 16V wywalczył wówczas mistrzostwo Finlandii w grupie N. Z kolei w 2005 roku został mistrzem kraju w grupie A za kierownicą Peugeota 206 WRC.

## Występy w mistrzostwach świata
| Sezon | Zespół                             | Samochód                                   | 1      | 2       | 3          | 4             | 5         | 6         | 7      | 8         | 9         | 10            | 11      | 12              | 13        | 14        | 15            | 16              | Punkty | Miejsce |
| ----- | ---------------------------------- | ------------------------------------------ | ------ | ------- | ---------- | ------------- | --------- | --------- | ------ | --------- | --------- | ------------- | ------- | --------------- | --------- | --------- | ------------- | --------------- | ------ | ------- |
| 2001  | Kosti Katajamäki Volkswagen Racing | Volkswagen Polo GTI Volkswagen Polo S1600  | Monako | Szwecja | Portugalia | Hiszpania     | Argentyna | Cypr      | Grecja | Kenia     | 53        | Nowa Zelandia | Włochy  | Francja         | Australia | NU        |               |                 | 0      | -       |
| 2002  | Kosti Katajamäki                   | Volkswagen Polo S1600                      | NU     | Szwecja | Francja    | NU            | Cypr      | Argentyna | NU     | Kenia     | Finlandia | 20            | NU      | Nowa Zelandia   | Australia | NU        |               |                 | 0      | -       |
| 2003  | Kosti Katajamäki                   | Volkswagen Polo S1600                      | DK     | Szwecja | 15         | Nowa Zelandia | Argentyna | NU        | Cypr   | Niemcy    | Finlandia | NU            | NU      | Francja         | NU        | NU        |               |                 | 0      | -       |
| 2004  | Kosti Katajamäki                   | Suzuki Ignis S1600 Mitsubishi Lancer Evo 7 | NU     | NU      | Meksyk     | Nowa Zelandia | Cypr      | NU        | 12     | Argentyna | 17        | Niemcy        | Japonia | 21              | 13        | Francja   | 23            | Australia       | 0      | -       |
| 2005  | Kosti Katajamäki                   | Suzuki Ignis S1600                         | 12     | Szwecja | Meksyk     | Nowa Zelandia | NU        | Cypr      | Turcja | 21        | Argentyna | NU            | 19      | Wielka Brytania | Japonia   | 17        | 16            | Australia       | 0      | -       |
| 2006  | Stobart M-Sport                    | Ford Focus WRC                             | Monako | 6       | Meksyk     | Hiszpania     | Francja   | Argentyna | NU     | 26        | Niemcy    | 14            | Japonia | Cypr            | 5         | Australia | Nowa Zelandia | Wielka Brytania | 7      | 14.     |